# Нгуен Зуй Куи
Нгуен Зуй Куи (вьет. Nguyễn Duy Quý; 6 апреля 1932 — 4 мая 2022) — доктор философских наук, профессор, иностранный член РАН. Член ЦК Компартии Вьетнама (1991—2001), депутат Национальной ассамблеи (1992—2002), президент Национального центра общественных и гуманитарных наук Вьетнама, директор Центра подготовки преподавателей марксизма-ленинизма, президент Общества вьетнамо-канадской дружбы (1999 —), член редколлегии национальной вьетнамской энциклопедии (1987—2022).

## Труды
- Нгуен Зуй Куи. Экономика Вьетнама после валютно-финансового кризиса в Юго-Восточной Азии // Общество и экономика. — 2000. — № 11—12. — С. 296—313.
- Нгуен Зуй Куи. Обновление теоретического мышления во Вьетнаме // Общество и экономика. — 2001. — № 9. — С. 65—73.
- Нгуен Зуй Куи. Региональное сотрудничество стран АСЕАН // Общество и экономика. — 2002.